# Re: (アルバム)
『Re:』（アールイー）は松田樹利亜のアルバム。

## 概要
自身の誕生日にリリースした本作はアルバムタイトルの由来は「RE-TURN」「RE-TRY」などの再びやるという意味を込めて付けた。

## 批評
CDジャーナルは「艶やかな魅力を振りまきながら攻めのロック・チューンを突きつける」と評した。

## 収録曲
1. Re:
2. JEWELRY GUN
3. LIBEDO
4. DYNAMITE RISK
5. breast
6. 罪なき罪のRush
7. Don't feel me, Don't find me
8. 散花
9. reflections
10. TILL THE END OF RUN
11. 色のない花

作詞：松田樹利亜　作曲・編曲：鈴木慎一郎(#ALL)